# Xarife
Xarife ou xerife (em árabe: شريف; romaniz.: šarīf; pl. شرفاء, šurafāʾ ou achrâf; em árabe marroquino: chorfa ou أشراف; ʾašrāf, "nobre", "respeitável") é um descendente de Maomé por sua filha Fátima através de um dos seus dois netos, Haçane e Huceine.
Em árabe, a forma plural achrâf designa em particular os nobres das grandes dinastias omíadas, abássidas e álidas.

## Xarifado
O xerifado ou xarifado (em árabe: مشيخة; Maxiakhah) foi uma forma de divisão e governo comum no mundo árabe, atualmente desaparecida. Mais que uma zona geográfica definida com exatidão, o xerifado é a zona sob controle ou administração por um xerife (al-Xariff). Ao longo da história o destino dos xerifados teve desfechos diferentes: alguns evoluíram para emirados e posteriormente nações (ex.: Emirados Árabes Unidos),[carece de fontes?] porém na sua maioria foram extintos pelas fronteiras dos estados-nação (por exemplo, o rei Abdalá I da Jordânia que era o xarife de Meca, perdeu esse título quando foi criada a Arábia Saudita).

## NoMagrebe

Califado Idríssida e Estados vizinhos

Marrocos
Idris I (Mulei Idris) era bisneto de Ali e de Fátima, filha de Maomé. Idris fugiu para Marrocos para escapar ao massacre da sua família pelos abássidas em 786. Em 788, foi acolhido pelos berberes da região de Ualili (Volubilis), uma cidade fundada pelos romanos perto de Mequinez. Ele é o fundador da cidade de Fez. Morreu possivelmente envenenado por um funcionário enviado pelo califa Harune Arraxide em 791, deixando sua esposa Canza grávida. O seu filho Idris II, subiu ao trono com a idade de onze anos. O seu túmulo situa-se em Mulei Idris, aldeia na encosta de uma montanha perto das ruínas de Volubilis.
Os chorfas idríssidas vivem no norte de Marrocos: Fez, Ouazzane, Tânger, Taza, Melilha, Rabat, Salé, Ujda e Tetuão. No Marrocos as dinastias idríssida, saadiana e alauita são chamadas xerifianas.
Argélia
Encontram-se também chorfas idríssidas no oeste da Argélia, em Tremecém, Aïn Témouchent, Sidi Bel Abbès, Mostaganém, Mascara, Clefe, Relizane e Orão.
O emir Abdalcáder era de ascendência xerifiana.

## Médio Oriente
Irão
No Irão, os mulás que são também chorfas usam um turbante preto, enquanto outros têm apenas direito a um turbante branco. Têm o título de Saíde.
Países árabes
A dinastia haxemita, antiga dinastia dos xarifes de Meca, no Hejaz, no século XX reinou no Iraque e na Síria e ainda reina na Jordânia.